# Beregszász vasútállomás
A beregszászi vasútállomás (ukránul Берегово Станція [Berehovo Sztancija]) téglaborítású épülete Beregszászon, Ukrajnában a Vasút utcában található. Az utóbbi közel másfél évszázad során jelentős szerepet játszott a város gazdasági életében, kereskedelmében, közlekedésében, több nevezetes esemény színhelye volt.

## Története

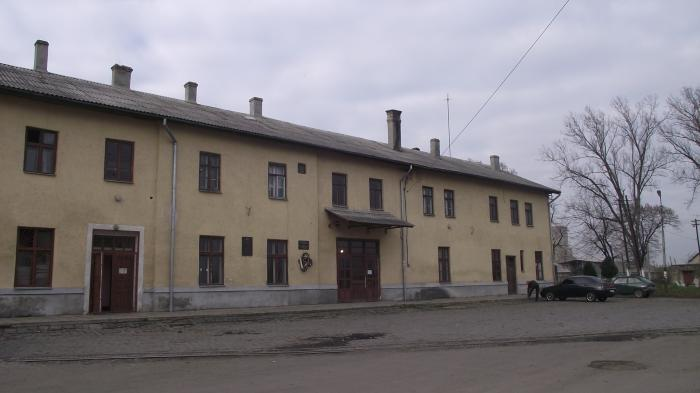
A beregszászi vasútállomás

A 19. század közepéig Kárpátalján a közlekedés és teherszállítást az országutakon lovas és ökrös szekereken bonyolították le. A Magyar Északkeleti Vasút építését az Országgyűlés 1865-ben elfogadott XIII. törvénycikkével engedélyezte, az elsőrendű vonal (Csap-Bátyú-Munkács) megépítésére az engedélyt azonban csak 1869. február 24-én adták ki, a második vonalra (Csap-Beregszász-Királyháza) pedig 1872-ben. A beregszászi vasútállomás valamivel később épült fel a Magyarországon szokásos egyszerű stílusban.
A század elején már elég nagy utas- és teherforgalmat bonyolított le. 1893-ban Beregszászban megnyílt az első, 1890-ben a második gőzmalom. 1895-ben épült fel a Kont-, 1897-ben a Vári-féle téglagyár. Termékeik jelentős részét vasúton szállították a megrendelőknek. A benei, a beregszászi és a kaszonyi állomásokról indították útnak szállítmányaikat a borkereskedők.
A Borzsavölgyi Gazdasági Vasút építésére vonatkozó engedélyt 1907. augusztus 21-én adták ki. A Beregszász–Dolha-vonalon a közlekedés 1908. december 23-án indult meg, annak további szakaszán (Dolha–Kovácsrét) pedig 1909. május 22-én. A keskenyvágányú vasút számára Beregszászon külön állomást építettek, az úgynevezett Kisállomást.
Az első világháború éveiben a beregszászi vasútállomáson át számtalan sebesülteket szállító szerelvény haladt át. A város lakossága gyűjtést szervezett, a sebesülteket meleg teával, süteménnyel fogadták. Fodor András állomásfőnök mindent megtett annak érdekében, hogy a katonák semmiben sem szenvedjenek hiányt. A Bereg című lap 1914. szeptember 13-án így írt erről:
"Fodor András állomásfőnök és családja felbecsülhetetlen munkát végez azóta, hogy gyors egymásutánban, minden előzetes bejelentés nélkül követik egymást a sebesülteket szállító vonatok... A beregszászi állomáson nem vonul át egyetlen hősünk sem, akinek fájdalmát ne enyhítené az ő szívük nemessége... Ha ebéd idején jön a vonat, levándorol az állomásra állomásfőnökének vacsorája."
1914-től 1918-ig, négy éven át a vasútállomás épületében lakott a fiatal Dsida Jenő, akinek nagybátyja a beregszászi vasútállomás főnöke volt. Beregszászban töltött diákévei meghatározó szerepet játszottak a költő életében, itt írta első verseit.
A Beregvidéki Magyar Kulturális Szövetség emléktáblát avatott a vasútállomás épületén Dsida Jenő költő tiszteletére.
A cseh megszállás idején a beregszászi vasútállomás Kárpátalja egyik legfontosabb vasúti csomópontja volt. Beregszászba, a Széchenyi utcára helyezték át a vasúti osztálymérnökséget, innen irányították a vasúti közlekedést, a pályák, hidak, váltók javítását, építését Csaptól Máramarosszigetig, Beregszásztól Kovácsrétig.
Kárpátalja anyaországhoz való visszacsatolása után az osztálymérnökséget Husztra helyezték át ugyan, de a beregszászi vasútállomás jelentősége ezzel egyáltalán nem csökkent.
A vasútvonalat a MÁV-nak 1938. november 8-án adták át. Reggel 6 órakor motoros hajtánnyal Csapra érkezett a beregszászi osztálymérnökség küldöttsége, amely a Tisza-hídon találkozott a magyar küldöttséggel, melyet Csánk István őrnagy vezetett. A két küldöttség együtt ment át Záhonyba, majd a Debrecenből érkező 15.B. szerelvénnyel visszautaztak Csapra, onnan pedig Bátyúba, ahonnan azonban a cseh katonaság akkor még nem vonult ki, ezért a vasútvonal ünnepélyes átadását a MÁV tulajdonába Bótrágyon kezdték: kifüggesztették az állomás magyar nyelvű tábláját, az összesereglett bótrágyiak elénekelték a Himnuszt. Ez megismétlődött a kaszonyi, a nagybégányi, a beregszászi, a borzsovai, a benei, a tiszaújlaki állomásokon.
Jelentős történelmi esemény színhelye volt a vasútállomás 1939. május 14-én.
1939-ben országjáró körútra indították István királyunk Szent Jobbját. Díszes különvonat vitte körbe Magyarországon a szent ereklyét, minden állomáson ezrek köszöntötték.
A Szent Jobbot szállító "aranyvonat" 1939. május 14-én délután érkezett meg a beregszászi vasútállomásra, ahol a város vezetőit, több ezer ember fogadta. A Széchenyi utcán díszkaput emeltek. A körmenet a Szent Jobbal az élén végighaladt a főutcán, majd a Rákóczi-térre érkezett. A Szent Jobbot díszemelvényen helyezték el. A hűvös, esős nap ellenére több ezer beregszászi jött el az ünnepségre, hogy legalább egy pillantást vessen a szent ereklyére.
Tragikus emlékű nap volt a beregszászi vasútállomás számára 1944. október 9-e. A rádió zavarórepülést, majd légi veszélyt jelzett, de mivel ez naponta többször előfordult, senki nem fordított különösebb figyelmet erre. Amikor becsapódtak az első bombák, az emberek rémülten menekültek az óvóhelyek felé, sokan sajnos már túl későn. A bombatámadás a vasútállomás ellen irányult, épülete több találatot kapott, megrongálódtak a sínek, váltók is. A közlekedés leállt. Több bomba célt tévesztett, a szomszédos házakba csapódott. A bombatámadásnak sok halálos áldozata volt.
1944. október 25-én délután iszonyatos erejű robbanás rázta meg a várost. A visszavonuló német csapatok levegőbe röpítették a strand melletti vasúti hidat. Felrobbantották a bombatámadás után éppen maradt váltókat is, majd felgyújtották az állomás melletti gabonaelevátort.
Az állomást 1945 elején építették újjá, ugyanekkor építették fel a Vérkén átvezető vasúti hidat is. A Csap-Királyháza vonalszakaszon elindult a vasúti közlekedés.

## Vasútvonalak
Az állomást az alábbi vasútvonalak érintik:
- Bátyú–Királyháza–Taracköz–Aknaszlatina-vasútvonal
- Csap–Bátyú–Munkács–Lviv-vasútvonal

## Kapcsolódó állomások
A vasútállomáshoz az alábbi állomások vannak a legközelebb: